# Mitsui Takatoshi

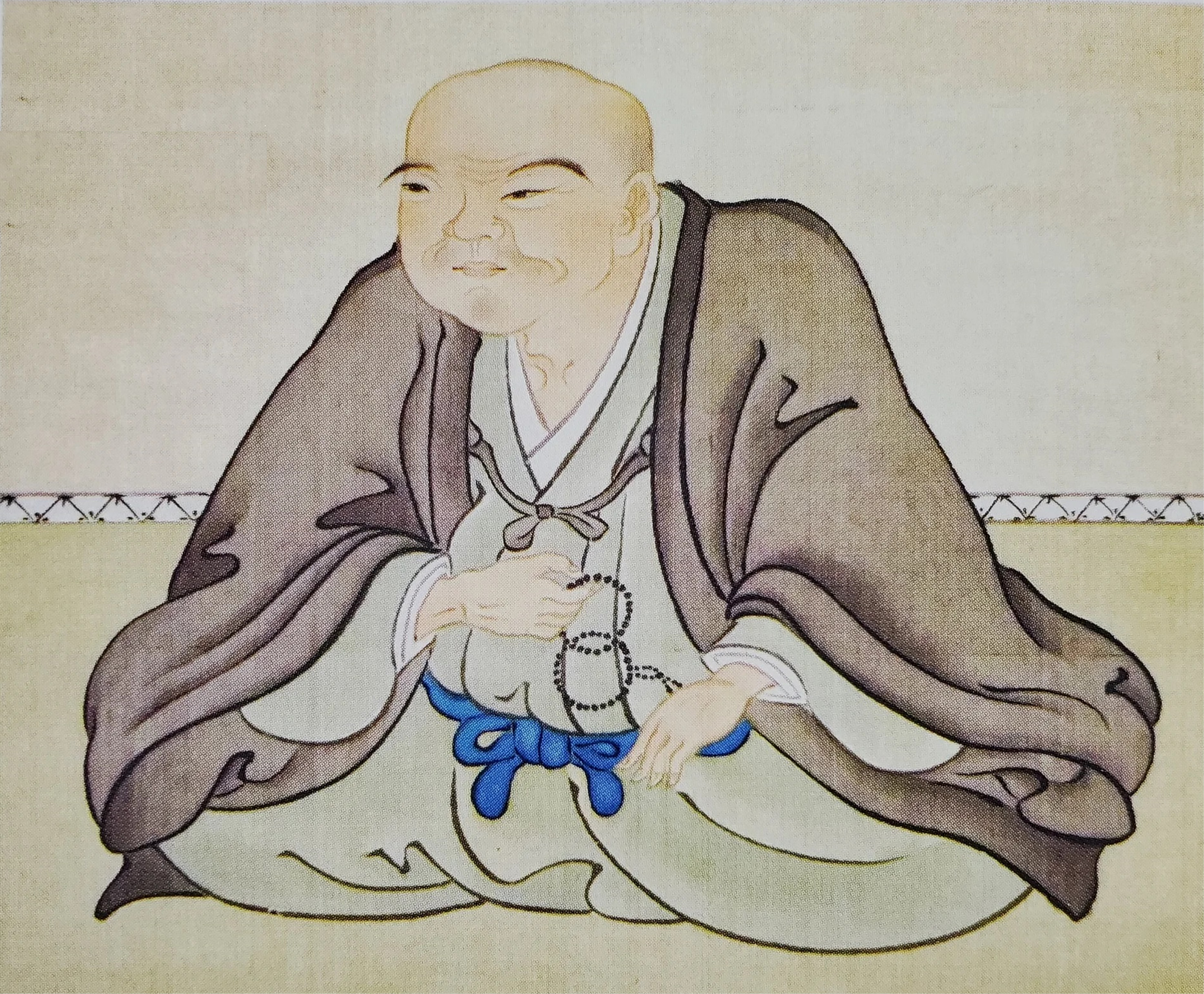
Mitsui Takatoshi

Mitsui Takatoshi (japanisch 三井 高利; geboren 1622 in Matsusaka (Provinz Ise); gestorben 29. Mai 1694 in Kyōto) war ein japanischer wohlhabender Kaufmann in der frühen Edo-Zeit, Gründer des Familienunternehmens Mitsui.

## Leben und Wirken

### Frühe Jahre
Mitsui Takatoshi war allgemein bekannt als Hachirōbei (八郎兵衛), sei posthumer Name war Sōju (宗寿). Er war das jüngste von acht Kindern von Mitsui Noribyōei-Takatoshi (三井　則兵衛高俊) und dessen Frau Niwa (丹羽), einer Tochter des Nagai-Klans (永井氏). Sein Großvater war Mitglied einer wohlhabenden Kaufmannsfamilie in Matsusaka, und seine Vorfahren sollen aus Samurai-Familien stammen.
Takatoshis Eltern betrieben einen Spirituosenladen und ein Pfandhaus in Matsusaka. Insbesondere seine Mutter verfügte über einen hervorragenden Geschäftssinn. Sie war eine sparsame, fleißige und weise Ehefrau, so dass das Familienunternehmen florierte. Takatoshi wurde stark von seiner Mutter beeinflusst, da er 1633 seinen Vater verlor, als er 12 Jahre alt war. Sein ältester Bruder Shunji (俊次) besaß bereits ein Kimonogeschäft in Edo Honmachi 4-chome und ein Einkaufsgeschäft in Kyōto, war also ausgiebig geschäftlich tätig. Deshalb sattelte Takatoshi 1692 auf Geheiß seiner Mutter ein Pferd und reiste mit Matsusaka-Baumwolle im Wert von zehn Ryō nach Edo, um das Handwerk im Edo-Laden seines ältesten Bruders zu erlernen. Da Takatoshi jedoch auch anstrebte, in Zukunft ein „Kyōto-Händler mit einem Edo-Laden“ zu werden, und ein Ladenlokal in Edo Honmachi gekauft hatte, befürchtete der älteste Bruder, dass er eine Bedrohung für ihn darstellen würde. Daher begann er, Takatoshi zu meiden. 1649 wurde Takatoshi nach Matsusaka zurückgeschickt, um für seine Mutter zu beten. Takatoshi war damals 28 Jahre alt.
In Matsusaka war Takatoshi im Finanzgeschäft tätig (Kredite für Daimyō, Familienkredite und sonstige Finanzierungen) und versuchte, seine eigenen Mittel aufzustocken. Während dieser Zeit heiratete er und bekam zehn Söhne und fünf Töchter mit Kane (寿讃) aus der Nakagawa-Familie. Während er darauf wartete, dass diese Kinder erwachsen wurden, strebte er immer noch danach, ein „Kyōto-Händler mit einem Geschäft in Edo“ zu werden. 1667, als sein älteste Sohn Takahira (高平) 15 Jahre alt wurde, ging er im Edo-Laden seines ältesten Bruders in die Lehre. Im darauffolgenden Jahr war der zweite Sohn Takatomi (高富) 15 Jahre alt und 1667 der dritte Sohn Takaharu (高治) 16 Jahre. Letzterer ging ebenfalls im Edo-Laden seines Bruders in die Lehre und kümmerte sich auch um die Schulung des Führungspersonals.
Mit dem Tod seines Bruders Shunji 1673 konnte Takatoshi endlich ein eigens Geschäft in Edo eröffnen. Er befahl seinem ältesten Sohn Takahira, ein Geschäft mit einer Fassade von 9 Fuß (etwa 3 m) in Edo Honmachi unter dem Namen „Echigoya Hachiroemon“ (越後 屋八郎右衛門) zu eröffnen. Zusammen mit Takahira mietete er ein Geschäft mit einer 8-Fuß-Fassade in Yakushicho, Muromachi, Kyōto, und eröffnete dort ein Kimono-Geschäft. Takatoshi war nun 52 Jahre alt.

### Spätere Jahre
Ursprünglich hatte Mitsui Takatoshi seinen Hauptsitz in Matsusaka, leitete dann mit Hilfe seiner Kinder aktiv ein Kimono-Geschäft und eröffnete schließlich einen Geldwechselladen in Edo und einen weiteren in Kyoto. Später verlegte das Unternehmen seinen Hauptsitz von Matsusaka nach Kyōto Shinmachi Rokkaku-kudaru (新町六角下ル) und eröffnete dann einen Kimonoladen und einen Geldwechselladen in Osaka.
Auf diese Weise baute Takatoshi in Kyōto, Edo und Osaka ein Kimono- und Geldwechselgeschäft auf und wurde bekannt. Sein Geschäft florierte, indem er Kunden nicht nur von Feudalherren und Samurai, sondern auch von vielen einfachen Leuten gewann, und zwar durch die kommerziellen Methoden „Geringer Gewinn, hoher Verkauf, kein Preis für Bargeld (Gold)“ und „Verkauf echter Scheine“. Darüber hinaus war er für das Shogunat ein Lieferant offizieller Kimonos und Gold- und Silbergeld. So sammelte er ein Gesamtvermögen von 81.250 Ryō (mehr als 4.875 Kan Silber) in einer Generation.
Bemerkenswert an seiner Vorgehensweise ist die ungewöhnliche Führung des Geschäftes: niedrigere Preise für Produkte durch Direkteinkäufe beim Hersteller, ein Belohnungssystem für das Ladenpersonal, die Verwaltung der Löhne des Ladenpersonals, Schnäppchenverkäufe usw. Er führte nach und nach Innovationen ein, wie der Verkauf von Kimonoartikeln in kleinen Mengen und sofortige Schneiderdienste. Im Jahr 1694, als seine Krankheit ernst wurde, hinterließ er ein Testament mit der Aufschrift „Shoki no Shidai“ (書置之次第) – etwa „Ein Leben nach dem Buch“.
Um den Fortbestand des Unternehmens der Familie Mitsui sicherzustellen, gründete Takatoshi eine starke Familienorganisation und teilte das Geschäftsvermögen, ohne es zu sehr aufzuteilen Er entwickelte eine Methode zur gemeinsamen Verwaltung und Verteilung der Gewinne an Mitglieder derselben Familie in einem festen Verhältnis und legte den Grundstein für den Wohlstand der Familie Mitsui. Takatoshis Managementphilosophie wurde während der gesamten Edo-Zeit als Teil der Familienunternehmens- und Geschäftsregeln zum Leitprinzip von Mitsui und hat auch heute noch einen starken Einfluss.
Bestattet ist Takatoshi am Shin’nyodō (真如堂) auf dem Friedhof des Tempels Shinsei-Kuraku-ji (真正極楽寺), der sich in Kyōto im Bezirk Sakyō befindet.